# INDUCKS
L'INDUCKS ou encore Inducks (pour International Network for Disney-Universe Comic Knowers and Sources), est une base de données librement accessible répertoriant les bandes dessinées Disney. C'est un projet international qui met à disposition des index de plus de 146 816 numéros de revues de par le monde. Les contributeurs sont des amateurs ou professionnels de bande dessinée bénévoles. La base de données est distribuée sous sa propre licence. L'acronyme I.N.D.U.C.K.S est une référence aux nombreux acronymes des Castors Juniors dans les bandes dessinés Disney.

## L'indexation et le catalogage des bandes dessinées Disney
Les travaux significatifs de recensement des bandes dessinées Disney datent de la fin des années 1970 et début des années 1980. Parmi les travaux les plus importants figurent un index des bandes dessinées Disney publiées au Danemark, une liste des histoires produites en Italie, une liste des strips quotidiens et planches hebdomadaires américaines, un index des comic-books américains de l'éditeur Dell et une bibliographie américaine de Carl Barks. Tous ces travaux fournissent des crédits (noms de dessinateurs et scénaristes) qui étaient inconnus auparavant.
En août 1992, le suédois Per Starbäck crée la Disney Comics Mailing List, une liste de diffusion autour des bandes dessinées Disney. Très vite, les membres y envoient des index de bandes dessinées Disney et des références de listes déjà publiées. En mai 1994, afin de tirer parti des informations échangées sur la liste de diffusion, Harry Fluks crée une base de données pour organiser les différents index, qu'il appelle la Disney Comics Database (base de données des bandes dessinées Disney).
En 1999, un "indexeur" allemand suggère le nom INDUCKS, un croisement entre "index" and "duck" ("canard", pour Donald Duck). Le nom était alors écrit I.N.D.U.C.K.S. (maintenant le plus souvent INDUCKS ou Inducks), un clin d'œil aux acronymes que l'on trouve dans les bandes dessinées des Castors Juniors. En 2008, le nom International Network for Disney-Universe Comic Knowers and Sources est mentionné.
Au cours du temps, une interface web a été introduite, remplacée un peu plus tard par un second moteur de recherche, le COA,.

## Contenu
La base INDUCKS liste les publications, histoires, personnages, auteurs, ainsi que les films et épisodes de séries qui ont donné lieu souvent à des adaptations en bandes dessinées, et les référence les uns avec les autres. À chaque histoire est attribué un code unique de telle manière que la liste de toutes les éditions d'une histoire (souvent à travers le monde) soit facilement consultables. Si les codes de beaucoup d'histoires anciennes ont été harmonisés (notamment les codes des histoires italiennes), d'autres ont été créés pour certaines productions, comme les bandes quotidiennes américaines. Ces codes sont maintenant utilisés par les éditeurs Disney eux-mêmes.
Une part importante des bandes dessinées Disney sont référencées pour les pays suivants : Allemagne, Australie, Brésil, Danemark, Espagne, États-Unis, Finlande, France, Grèce, Italie, Norvège, Pays-Bas, Pologne et Suède. Parmi les pays ayant une "culture" significative en matière de bandes dessinées Disney mais n'étant indexés que de manière très incomplète, on trouve le Mexique, le Royaume-Uni ou l'(ex-)Yougoslavie.
Au cours du temps, INDUCKS a intégré plusieurs études et travaux antérieurs, avec la permission des ayants droit, tout en continuant à inclure des travaux provenant de recherches originales. Grâce à un grand nombre de contacts avec les gens du métier, la base contient des informations nouvelles sur les noms des auteurs de certaines histoires, noms qui n'apparaissent pas dans les bandes dessinées Disney. En particulier, aucun nom d'auteur ne figurait dans la plupart des bandes dessinées Disney jusque dans les années 1980 ou 1990. L'INDUCKS contient également des informations sur des histoires inédites.
La principale interface pour accéder à la base INDUCKS est un moteur de recherche, navigateur et site web abrégé COA, mis à jour chaque nuit à partir des données d'INDUCKS et disponible en treize langues. Bien que le COA utilise les informations d'INDUCKS, il n'en fait pas partie à proprement parler. Il offre un accès plus simple à ces données, qui dans leur forme brute se réduisent à un ensemble de fichiers textes. Quelques outils supplémentaires sont intégrés au COA, comme un système de gestion des collections ou un logiciel de suivi d'erreurs.

## Utilisation de l'INDUCKS comme source
Bien que certaines parties de la base INDUCKS aient été publiées dans des livres et dans des revues spécialisées, l'INDUCKS est le plus souvent utilisé comme source par les historiens et spécialistes des bandes dessinées Disney.
INDUCKS est également utilisé par les éditeurs Disney dans un grand nombre de pays. La base de données est mentionnée comme source par des universitaires et est référencée dans des livres portant sur les bandes dessinées en général. Elle a également été critiquée pour être plus un catalogue de données qu'un véritable travail d'indexation (au sens sémantique).
Enfin l'INDUCKS a donné des conférences et organisé des rencontres dans des conventions de bandes dessinées en Italie, comme avec Don Rosa et Marco Rota au salon de Lucques en 1997 et à Reggio d'Émilie en 2007 et 2008. En 2004, INDUCKS a gagné un prix internet décerné par afNews, une association de dessinateurs et cartoonistes professionnels en Italie.
À partir de 2011 et de la collection L'Âge d'or de Mickey Mouse, la base INDUCKS sert de référence dans les publications Glénat pour les dates de publication des histoires Disney.